# Jean Snella
 (février 2014).
Si vous disposez d'ouvrages ou d'articles de référence ou si vous connaissez des sites web de qualité traitant du thème abordé ici, merci de compléter l'article en donnant les références utiles à sa vérifiabilité et en les liant à la section « Notes et références ».
Jan Snella, dit Jean Snella, né le 9 décembre 1914 à Nette, aujourd'hui Dortmund, en Allemagne et mort le 19 novembre 1979 à Metz, en France, est un footballeur français d'origine polonaise, devenu entraîneur. Il fut sélectionneur de l'équipe de France de football en 1958 & 1966.

## Biographie
Né en Allemagne, la famille de Jean Snella a émigré dans le Pas-de-Calais au début des années 1920 et s'est installé dans la commune de Dourges (Pas-de-Calais). Il commence à jouer au football dans les clubs locaux (Stade Héninois, RC  Arras) avant d'intégrer le club de l'Olympique lillois en 1934.
Jean Snella remporte à trois reprises le championnat de France militaire, en 1930, 1932 et 1934 (158 RI, ou Régiment de Lorette), puis il intègre l'Olympique lillois en 1934, avant de rejoindre l'AS Saint-Étienne en 1938. Il refuse une sélection en équipe de France de football contre l'Italie en 1938, car il ne s'estime pas au niveau.
Pendant la guerre, il prend part aux combats en Belgique et dans le Nord de la France en mai 1940. Il est fait prisonnier à Évreux, mais s'évade après deux années de détention.
Jean Snella devient entraîneur en 1946. Il débute au FC Lorient avant de diriger l'AS Saint-Étienne de 1948 à 1959 puis de 1963 à 1967. Monsieur Snella est l'un des inventeurs de la politique de formation à la française avec Albert Batteux, José Arribas et Georges Boulogne. Avec les Verts, il est champion de France en 1957, 1964 et 1967.
Il est assistant d'Albert Batteux pendant la Coupe du monde 1958 puis il accepte l'intérim de sélectionneur des Bleus (avec José Arribas) après la Coupe du monde 1966. Il exerce ce poste pour quatre matches (2 victoires et 2 défaites). Il entraîne ensuite le club suisse du Servette de Genève (deux titres de champion Suisse, en 1961 et 1962. De retour à Saint-Etienne, il conduit de nouveau l'AS Saint-Etienne au titre de champion de France, prélude à la brillante coupe d'Europe du club. Rappelé au Servette de Genève, il obtient une coupe de Suisse en 1971. Il va entraîner  également l'OGC Nice (dauphin en Division 1 en 1973, club avec lequel il est désigné entraîneur français de l'année en 1972) et finalement le FC Metz.  
Une tribune du Stade Geoffroy-Guichard porte son nom, ainsi que la rue menant au stade.
Jean Snella avait également entraîné à la fin de sa carrière le club algérien de première division du NA Hussein Dey, il avait révolutionné ce club et été à l'origine de l'essor de très grands joueurs qui sont devenus après des internationaux de renom à l'image de Rabah Madjer pour ne citer que celui-ci.

## Palmarès entraîneur

### En club
- Champion de France en 1957, 1964 et 1967 avec l'AS Saint-Étienne
- Champion de Suisse en 1961 et 1962 avec le Servette Genève
- Vainqueur de la Coupe de Suisse en 1971 avec le Servette Genève
- Vainqueur du Challenge des Champions en 1957 et 1967 avec l'AS Saint-Étienne
- Vainqueur de la Coupe Charles Drago en 1955 et 1958 avec l'AS Saint-Étienne
- Vice-champion de France en 1973 avec l'OGC Nice
- Finaliste de la Coupe d'Algérie en 1977 avec le NAHussein Dey

### Distinction individuelle
- Élu entraîneur français de l'année en 1972 par le magazine France Football